# グルテン

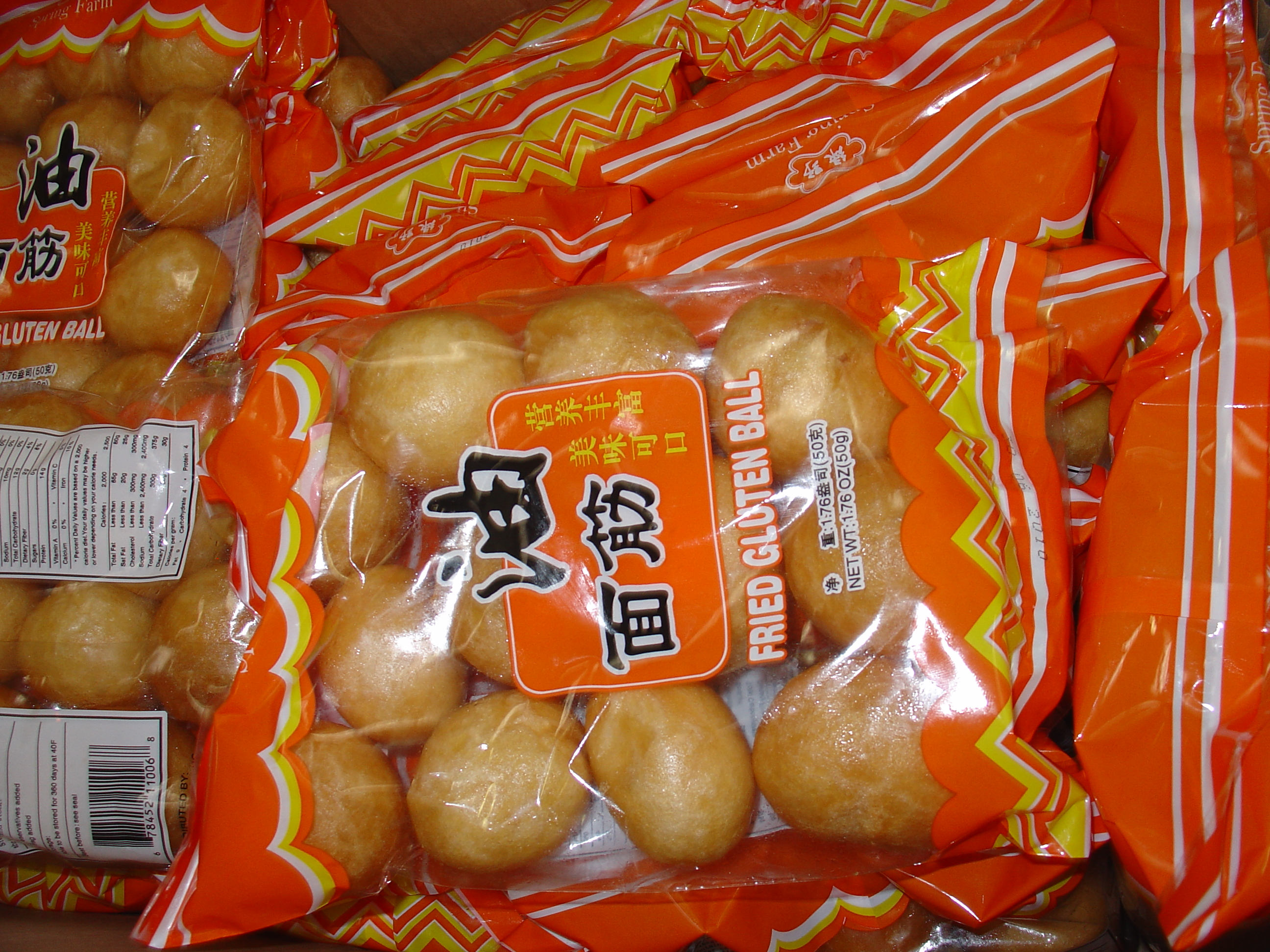
揚げ麸

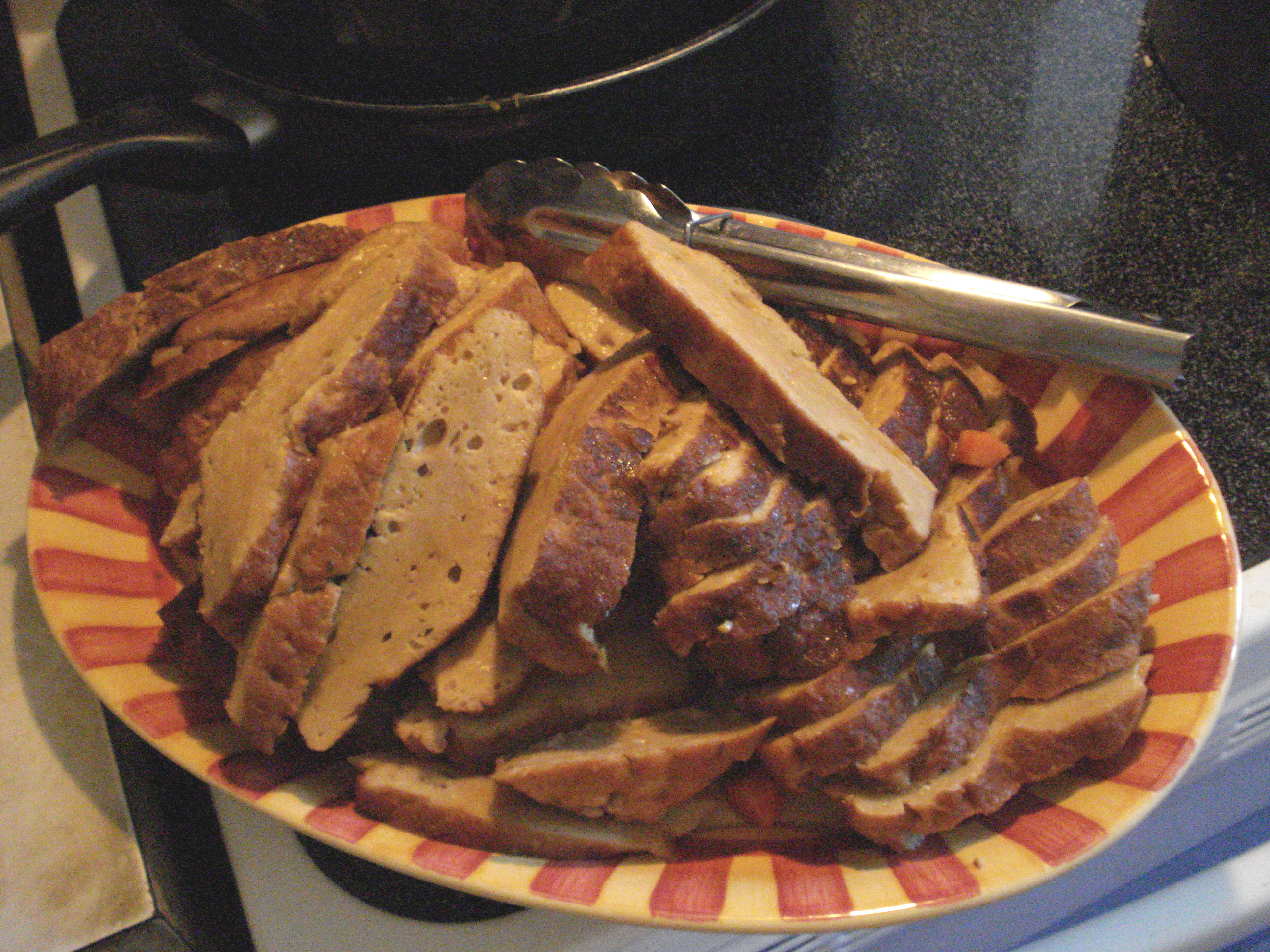
グルテンミート（セイタン）

グルテン (gluten) あるいは麩質（ふしつ）は、小麦、ライ麦などの穀物の胚乳から生成されるタンパク質の一種であるグルテニンとグリアジンが水を吸収して網目状につながったもの。料理では小麦粉に水を加えてこねる事でこれら２つのタンパク質が絡めあわされてグルテンが作られる。
小麦粉の場合、6 - 15 %がたんぱく質で、その約85 %はほぼ同量のグリアジンとグルテニンからなる。小麦粉は小麦が粉砕されているので粉砕前の小麦よりグルテンが形成されやすい。
グルテンは食物アレルギーの原因となるタンパク質でもある。日本での小麦の使用には食品表示義務があるが、グルテンの有無には法的表示義務はない。21世紀になり、グルテン関連障害の研究が盛んになってきている。

## 特徴
小麦タンパクの一種であるグルテニンは、水溶性ではないが水分子と結合しタンパク質同士とも結合する特性があり、コイルのような構造を持つ。胚乳内の貯蔵タンパク質であるグリアジンとグルテニンを、水分の介在下で反応させると結びついてグルテンとなる。弾力は弱いが粘着力が強くて伸びやすいグリアジンと、弾力に富むが伸びにくいグルテニンとが絡み合う事で、グルテンは粘着力と弾力を適度に兼ね備えたものになり、麺類やパンなど、小麦加工品を作る上で弾性や柔軟性を決定したり、膨張を助けたりする上で重要な要素となっている。パン生地などが発酵した時に気泡が残るのも、生地がグルテンによって粘りをもっているためである。捏ね終えたばかりの生地は固すぎて成形に不向きな状態だが、しばらく寝かせることにより過剰な弾性が除かれる。こうした時間の経過による結合の緩和もグルテンの特徴である。
グルテンは火を通していない果汁を加えるとこわれてしまう。小麦粉などグルテン前駆体を持つ穀物粉に水を加えてグルテンを生成させ、それを水で洗うと水溶性タンパク質やデンプン粒が流出するので、グルテン塊を分離することができる。

## 粘り強度
小麦粉はタンパク質の含有量の多寡により強力粉、中力粉、薄力粉に分けられる。製パンなど粘りを必要とする用途ではタンパク質を多く含む強力粉が使われるが、天麩羅などグルテン生成が邪魔になる用途では薄力粉を使い、グルテンが生成されないように水で練らないようにして調理する必要がある。他にもグルテン強度が変化する要素として以下の要素がある。
- ビタミンCなど酸化成分を添加すると強度が増す
- 水分が多いと強度は下がる。ただし、水分が少なすぎてもグルテン自体の量が少なくなり、もろくなる
- 捏ねる時間や強さによっても調整できる
- 塩分を添加すると強度は増す
- 砂糖などの糖分を添加すると強度が下がる
- 油脂類を添加するとタンパク質の結合を阻害するため強度が下がる
- サワードウなどの生地本来の酸性度により強度は変化する

## 加工例
グルテンを水で洗い塊にしたものに少量のデンプンを加えて焼くと麩になる。また、醤油や酵母エキスなどで味つけをして肉状に加工するとグルテンミートになる。戦時中の物資が不足していた時代には、練った小麦粉から抽出したグルテンがチューインガムの代替品として利用された。

## 食品表示

### 国際規格
国際食品規格委員会の食品表示に関する国際規格には、グルテンを含まない製品(Gluten-free foods)の表示に関する標準がある。20 mg/kg未満の含有量であれば「グルテンフリー」と表示できる。

### 日本
小麦など主な食物アレルギーの原因となる食品には、特定原材料として使用した旨を表示する義務がある。混入の可能性が排除できない場合においても表記が推奨されている。しかし、グルテンを対象としたものではないので大麦、ライ麦等は対象外である。
欧米の基準や国際規格でのグルテンフリーと、日本のアレルギー物質表示では基準が異なることから、消費者庁では啓発パンフレット等を作成して周知啓発を行っている。

### イギリス
イギリスでは、グルテンフリーであれば、レストランからの包装済み食品および非包装食品、販売直前に包装されたテイクアウト食品、または施設で提供されている包装されていない食品を特定する必要がある。ここでイギリスがグルテンフリーといっているのは国際規格と同基準である。

### アメリカ合衆国
アメリカ合衆国では、アメリカ食品医薬品局が2013年8月に、国際基準と同水準にて「グルテンフリー」という用語を定義した最終規則を発効した。

### カナダ
カナダにおいても国際基準に則った表示義務がある。